# Yverdon-Sport Football Club 2021-2022
Questa voce raccoglie le informazioni riguardanti l'Yverdon-Sport Football Club nelle competizioni ufficiali della stagione 2021-2022.

## Stagione
Nella stagione 2021-2022 l'Yverdon, allenato da Jean-Michel Aeby e Ulrich Forte, concluse il campionato di Challenge League all'8º posto. In Coppa Svizzera l'Yverdon fu eliminato in semifinale dal San Gallo.

## Rosa
| N. |                                 | Ruolo | Calciatore       |
| -- | ------------------------------- | ----- | ---------------- |
| 1  | Svizzera (bandiera)             | P     | Mirko Salvi      |
| 4  | Bosnia ed Erzegovina (bandiera) | D     | Sead Hajrović    |
| 6  | Francia (bandiera)              | D     | William Le Pogam |
| 7  | RD del Congo (bandiera)         | C     | Ridge Mobulu     |
| 8  | Francia (bandiera)              | C     | Hugo Fargues     |
| 9  | Svizzera (bandiera)             | A     | Allan Eleouet    |
| 10 | Svizzera (bandiera)             | C     | Ali Kabacalman   |
| 11 | Guinea-Bissau (bandiera)        | A     | Marculino Ninte  |
| 14 | RD del Congo (bandiera)         | C     | Breston Malula   |
| 15 | Svizzera (bandiera)             | D     | Luca Jaquenoud   |
| 16 | Svizzera (bandiera)             | D     | Nicolas Gétaz    |
| 17 | Svizzera (bandiera)             | D     | Maxime Markovic  |
| 18 | Svizzera (bandiera)             | C     | Nehemie Lusuena  |
| 19 | Svizzera (bandiera)             | A     | Jessé Hautier    |

| N. |                           | Ruolo | Calciatore       |
| -- | ------------------------- | ----- | ---------------- |
| 20 | Costa d'Avorio (bandiera) | A     | Koro Koné        |
| 22 | Svizzera (bandiera)       | P     | Kevin Martin     |
| 23 | Svizzera (bandiera)       | D     | Miguel Rodrigues |
| 24 | Camerun (bandiera)        | C     | Christian Zock   |
| 25 | Camerun (bandiera)        | A     | Steve Beleck     |
| 26 | Brasile (bandiera)        | C     | Silva            |
| 27 | Svizzera (bandiera)       | C     | Lennox Cumbe     |
| 27 | Portogallo (bandiera)     | A     | Fabio Delgado    |
| 28 | Svizzera (bandiera)       | P     | Damien Buchard   |
| 32 | Svizzera (bandiera)       | D     | Anthony Sauthier |
| 68 | Francia (bandiera)        | A     | Brian Beyer      |
| 70 | Montenegro (bandiera)     | C     | Vasko Kalezić    |
| 88 | Svizzera (bandiera)       | C     | Mischa Eberhard  |

## Organigramma societario
Area tecnica
- Allenatore: Jean-Michel Aeby, Ulrich Forte
- Allenatore in seconda: Davide Belotti, Stephane Cruz
- Preparatore dei portieri:
- Preparatori atletici: Romain Tanniger

## Calciomercato

### Sessione estiva
| Acquisti | Acquisti         | Acquisti             | Acquisti |
| R.       | Nome             | da                   | Modalità |
| -------- | ---------------- | -------------------- | -------- |
| C        | Christian Zock   | Sion                 |          |
| A        | Koro Koné        | Servette             |          |
| C        | Mischa Eberhard  | Young Boys           |          |
| D        | Anthony Baron    | Stade Nyonnais       |          |
| D        | Lewin Blum       | Young Boys           |          |
| P        | Damien Buchard   | Sion                 |          |
| D        | Sead Hajrović    | Viktoria Colonia     |          |
| A        | Jessé Hautier    | Losanna U18          |          |
| D        | Luca Jaquenoud   | Losanna U18          |          |
| C        | Vasko Kalezić    | Zeta                 |          |
| D        | Loïc Ombala      | Stade Nyonnais       |          |
| D        | Miguel Rodrigues | Thun Berner Oberland |          |
| P        | Mirko Salvi      | Grasshoppers         |          |
| C        | Silva            | Chiasso              |          |
| C        | Shkelqim Vladi   | Young Boys           |          |

| Cessioni | Cessioni          | Cessioni       | Cessioni |
| R.       | Nome              | a              | Modalità |
| -------- | ----------------- | -------------- | -------- |
| D        | Anthony Baron     | Stade Nyonnais |          |
| C        | Norman Peyretti   | Bellinzona     |          |
| A        | Sergio Cortelezzi | Bellinzona     |          |
| D        | Adriano De Pierro | Bellinzona     |          |
| P        | Christophe Guedes | Stade Nyonnais |          |
| C        | Safet Alić        | Bienne         |          |
| D        | Raphaël Glauser   | Echallens      |          |
| D        | Muamer Zeneli     | Echallens      |          |
| D        | Sébastien Le Neün | Echallens      |          |
| A        | Gentian Bunjaku   | Stade Nyonnais |          |
| D        | Axel Danner       | Bavois         |          |

### Sessione invernale
| Acquisti | Acquisti          | Acquisti   | Acquisti |
| R.       | Nome              | da         | Modalità |
| -------- | ----------------- | ---------- | -------- |
| D        | Anthony Sauthier  | Servette   |          |
| A        | Brian Beyer       | Bienne     |          |
| D        | Adriano De Pierro | Bellinzona |          |

| Cessioni | Cessioni       | Cessioni   | Cessioni |
| R.       | Nome           | a          | Modalità |
| -------- | -------------- | ---------- | -------- |
| A        | Fabio Morelli  | Bienne     |          |
| D        | Loïc Ombala    | Bellinzona |          |
| C        | Shkelqim Vladi | Aarau      |          |
| D        | Lewin Blum     | Young Boys |          |

## Risultati

### Challenge League

#### Prima fase, girone di andata
| Arbitro: | Gianforte |

|                                   |           |  |
| Santos 9’ Chihadeh 66’ Ndongo 77’ | Marcatori |  |

| Arbitro: | Wolfensberger |

|           |           |                           |
| Gétaz 70’ | Marcatori | 51’, 65’ Chader 60’ Hadji |

| Arbitro: | Turkes |

|                                  |           |  |
| Bahloul 37’ Sauter 40’ Jones 81’ | Marcatori |  |

| Arbitro: | Kanagasingam |

|          |           |             |
| Koné 24’ | Marcatori | 53’ Mafouta |

| Arbitro: | Turkes |

|                                                |           |                                  |
| Del Toro 24’ Ardaiz 57’ Prtajin 67’ Padula 72’ | Marcatori | 41’, 81’ (rig.) Koné 55’ Fargues |

| Arbitro: | Thies |

|           |           |             |
| Vladi 50’ | Marcatori | 90’ Bunjaku |

| Arbitro: | von Mandach |

|  |           |                        |
|  | Marcatori | 5’ Kalezić 78’ Eleouet |

| Arbitro: | Kanagasingam |

|                      |           |  |
| Koné 21’ Eleouet 90’ | Marcatori |  |

| Arbitro: | Wolfensberger |

|                  |           |  |
| Buess 43’ (rig.) | Marcatori |  |

#### Prima fase, girone di ritorno
| Arbitro: | Huwiler |

|                          |           |  |
| Koné 13’, 84’ Beleck 88’ | Marcatori |  |

| Losanna 2 novembre 2021, ore 19:30 CET 11ª giornata | Stade Lausanne-Ouchy | 0 – 0 referto | Yverdon | Stade Olympique de la Pontaise (684 spett.)\| Arbitro: \| Odiet \| |
| Arbitro:                                            | Odiet                |               |         |                                                                    |

| Arbitro: | Huwiler |

|                       |           |  |
| Kabacalman 85’ (rig.) | Marcatori |  |

| Arbitro: | Gianforte |

|                      |           |  |
| Spadanuda 55’ (rig.) | Marcatori |  |

| Arbitro: | Turkes |

|                    |           |                   |
| Blum 15’ Vladi 74’ | Marcatori | 63’ (rig.) Ramizi |

| Arbitro: | Huwiler |

|                              |           |          |
| Haile-Selassie 9’ Veloso 11’ | Marcatori | 14’ Koné |

| Arbitro: | Odiet |

|                              |           |             |
| Prtajin 20’ (aut.) Pogam 73’ | Marcatori | 68’ Prtajin |

| Arbitro: | Thies |

|                                |           |                     |
| Çiçek 70’ (rig.) Lüchinger 79’ | Marcatori | 18’ Koné 64’ Malula |

| Arbitro: | Piccolo |

|                       |           |  |
| Koné 45’ Eberhard 80’ | Marcatori |  |

#### Seconda fase, girone di andata
| Yverdon-les-Bains 28 gennaio 2022, ore 19:30 CET 19ª giornata | Yverdon   | 0 – 0 referto | Stade Lausanne-Ouchy | Stade Municipal Yverdon-les-Bains (610 spett.)\| Arbitro: \| Gianforte \| |
| Arbitro:                                                      | Gianforte |               |                      |                                                                           |

| Arbitro: | Thies |

|  |           |                              |
|  | Marcatori | 49’, 70’ Malula 89’ Eberhard |

| Yverdon-les-Bains 12 febbraio 2022, ore 18:00 CET 21ª giornata | Yverdon | 0 – 0 referto | Xamax Neuchâtel | Stade Municipal Yverdon-les-Bains (1 250 spett.)\| Arbitro: \| Odiet \| |
| Arbitro:                                                       | Odiet   |               |                 |                                                                         |

| Arbitro: | Turkes |

|                           |           |  |
| Çiçek 65’ (rig.) Rapp 73’ | Marcatori |  |

| Arbitro: | Drmic |

|                    |           |                       |
| Koné 14’ Beyer 34’ | Marcatori | 36’ Dorn 84’ Schwizer |

| Arbitro: | von Mandach |

|                            |           |  |
| Alves 81’ (rig.) Tushi 90’ | Marcatori |  |

| Arbitro: | Drmic |

|                           |           |                          |
| Beyer 68’ Koné 90’ (rig.) | Marcatori | 22’ Lukembila 90’ Silvio |

| Arbitro: | Huwiler |

|                                      |           |                   |
| Kalem 20’ Bobadilla 28’ Gjorgjev 55’ | Marcatori | 64’ (aut.) Padula |

| Arbitro: | Gianforte |

|  |           |               |
|  | Marcatori | 10’, 68’ Koné |

#### Seconda fase, girone di ritorno
| Arbitro: | Odiet |

|                   |           |                              |
| Dobras 49’ (aut.) | Marcatori | 14’, 87’ Çiçek 38’, 41’ Rapp |

| Arbitro: | Gianforte |

|  |           |            |
|  | Marcatori | 60’ Beleck |

| Arbitro: | Thies |

|  |           |                   |
|  | Marcatori | 20’ (rig.) Ardaiz |

| Arbitro: | von Mandach |

|                             |           |                        |
| Mobulu 61’ Diaby 66’ (aut.) | Marcatori | 6’ Ramizi 74’ Manzambi |

| Arbitro: | Schärli |

|                              |           |                          |
| Silvio 25’ (rig.) Fazliu 54’ | Marcatori | 11’ Hautier 45’ Eberhard |

| Arbitro: | Wolfensberger |

|  |           |                                                      |
|  | Marcatori | 36’ Spadanuda 67’ Schneider 72’ Rrudhani 82’ Almeida |

| Arbitro: | Schärli |

|           |           |             |
| Koide 21’ | Marcatori | 81’ Hautier |

| Arbitro: | Schärli |

|                                     |           |                            |
| Eberhard 7’ Eleouet 37’ Fargues 63’ | Marcatori | 36’ Marleku 80’ Yesilcayir |

| Arbitro: | Staubli |

|                        |           |             |
| Schmidt 33’ Gerndt 37’ | Marcatori | 51’ Fargues |

### Coppa Svizzera
| Arbitro: | Schärer |

|  |           | |
|  | Marcatori | 8’, 37’, 39’, 57’ Koné 11’, 86’ Ninte 13’, 53’ Beleck 20’ Gétaz 43’ Mobulu 69’ Eleouet 80’ Eberhard |

| Arbitro: | Bieri |

|                                 |           |  |
| Koné 17’ Vladi 32’ Eberhard 87’ | Marcatori |  |

| Arbitro: | San |

|                                                                                                |                        | |
| Beleck 43’, 94’                                                                                | Marcatori              | 71’ Gnonto 104’ Hornschuh                                                                                   |
| Beleck Hajrović Ninte Silva Eleouet Fargues Lusuena Jaquenoud Blum Salvi Beleck Hajrović Ninte | Tiri di rigore 11 – 10 | Marchesano Kryeziu Pollero Gnonto Krasniqi Leitner Guerrero Hornschuh Rohner Aliti Kryeziu Leitner Krasniqi |

| Arbitro: | Bieri |

|                   |           |  |
| Beleck 22’ (rig.) | Marcatori |  |

| Arbitro: | Fähndrich |

|  |           |                               |
|  | Marcatori | 54’ Guillemenot 60’ Quintillà |

## Statistiche

### Statistiche di squadra
| Competizione     | Punti | In casa | In casa | In casa | In casa | In casa | In casa | In trasferta | In trasferta | In trasferta | In trasferta | In trasferta | In trasferta | Totale | Totale | Totale | Totale | Totale | Totale | DR  |
| Competizione     | Punti | G       | V       | N       | P       | Gf      | Gs      | G            | V            | N            | P            | Gf           | Gs           | G      | V      | N      | P      | Gf     | Gs     | DR  |
| ---------------- | ----- | ------- | ------- | ------- | ------- | ------- | ------- | ------------ | ------------ | ------------ | ------------ | ------------ | ------------ | ------ | ------ | ------ | ------ | ------ | ------ | --- |
| Challenge League | 44    | 18      | 7       | 7       | 4       | 25      | 24      | 18           | 4            | 4            | 10           | 19           | 28           | 36     | 11     | 11     | 14     | 44     | 52     | -8  |
| Coppa Svizzera   | -     | 4       | 2       | 1       | 1       | 6       | 4       | 1            | 1            | 0            | 0            | 12           | 0            | 5      | 3      | 1      | 1      | 18     | 4      | +14 |
| Totale           | 44    | 22      | 9       | 8       | 5       | 31      | 28      | 19           | 5            | 4            | 10           | 31           | 28           | 41     | 14     | 12     | 15     | 62     | 56     | +6  |

### Andamento in campionato
| Giornata  | 1  | 2  | 3  | 4 | 5 | 6 | 7 | 8 | 9 | 10 | 11 | 12 | 13 | 14 | 15 | 16 | 17 | 18 | 19 | 20 | 21 | 22 | 23 | 24 | 25 | 26 | 27 | 28 | 29 | 30 | 31 | 32 | 33 | 34 | 35 | 36 |
| --------- | -- | -- | -- | - | - | - | - | - | - | -- | -- | -- | -- | -- | -- | -- | -- | -- | -- | -- | -- | -- | -- | -- | -- | -- | -- | -- | -- | -- | -- | -- | -- | -- | -- | -- |
| Luogo     | T  | C  | T  | C | T | C | T | C | T | C  | T  | C  | T  | C  | T  | C  | T  | C  | C  | T  | C  | T  | C  | T  | C  | T  | T  | C  | T  | C  | C  | T  | C  | T  | C  | T  |
| Risultato | P  | P  | P  | N | P | N | V | V | P | V  | N  | V  | P  | V  | P  | V  | N  | V  | N  | V  | N  | P  | N  | P  | N  | P  | V  | P  | V  | P  | N  | N  | P  | N  | V  | P  |
| Posizione | 10 | 10 | 10 | 9 | 9 | 9 | 9 | 9 | 9 | 8  | 9  | 7  | 9  | 9  | 9  | 9  | 9  | 7  | 7  | 6  | 6  | 6  | 8  | 8  | 8  | 9  | 9  | 9  | 8  | 9  | 8  | 8  | 9  | 9  | 8  | 8  |

Legenda:

Luogo: C = Casa; T = Trasferta. Risultato: V = Vittoria; N = Pareggio; P = Sconfitta.

### Statistiche dei giocatori
| Giocatore     | Challenge League | Challenge League | Challenge League | Challenge League | Coppa Svizzera | Coppa Svizzera | Coppa Svizzera | Coppa Svizzera | Totale   | Totale | Totale      | Totale     |
| Giocatore     | Presenze         | Reti             | Ammonizioni      | Espulsioni       | Presenze       | Reti           | Ammonizioni    | Espulsioni     | Presenze | Reti   | Ammonizioni | Espulsioni |
| ------------- | ---------------- | ---------------- | ---------------- | ---------------- | -------------- | -------------- | -------------- | -------------- | -------- | ------ | ----------- | ---------- |
| A. Baron      | 0                | 0                | 0                | 0                | 0              | 0              | 0              | 0              | 0        | 0      | 0           | 0          |
| S. Beleck     | 32               | 2                | 2                | 0                | 4              | 5              | 0              | 0              | 36       | 7      | 2           | 0          |
| B. Beyer      | 18               | 2                | 3                | 0                | 2              | 0              | 1              | 0              | 20       | 2      | 4           | 0          |
| L. Blum       | 17               | 1                | 4                | 0                | 3              | 0              | 0              | 0              | 20       | 1      | 4           | 0          |
| D. Buchard    | 1                | 0                | 0                | 0                | 0              | 0              | 0              | 0              | 1        | 0      | 0           | 0          |
| L. Cumbe      | 1                | 0                | 0                | 0                | 0              | 0              | 0              | 0              | 1        | 0      | 0           | 0          |
| A. De Pierro  | 0                | 0                | 0                | 0                | 1              | 0              | 0              | 0              | 1        | 0      | 0           | 0          |
| F. Delgado    | 0                | 0                | 0                | 0                | 0              | 0              | 0              | 0              | 0        | 0      | 0           | 0          |
| M. Eberhard   | 29               | 4                | 3                | 0                | 4              | 2              | 0              | 0              | 33       | 6      | 3           | 0          |
| A. Eleouet    | 30               | 3                | 8                | 1                | 4              | 1              | 1              | 0              | 34       | 4      | 9           | 1          |
| H. Fargues    | 30               | 3                | 10               | 0                | 3              | 0              | 2              | 0              | 33       | 3      | 12          | 0          |
| N. Gétaz      | 31               | 1                | 8                | 0                | 5              | 1              | 2              | 0              | 36       | 2      | 10          | 0          |
| S. Hajrović   | 29               | 0                | 8                | 0                | 5              | 0              | 0              | 0              | 34       | 0      | 8           | 0          |
| J. Hautier    | 12               | 2                | 1                | 0                | 0              | 0              | 0              | 0              | 12       | 2      | 1           | 0          |
| L. Jaquenoud  | 17               | 0                | 2                | 0                | 2              | 0              | 1              | 0              | 19       | 0      | 3           | 0          |
| A. Kabacalman | 32               | 1                | 2                | 0                | 3              | 0              | 0              | 0              | 35       | 1      | 2           | 0          |
| V. Kalezić    | 14               | 1                | 0                | 0                | 1              | 0              | 0              | 0              | 15       | 1      | 0           | 0          |
| K. Koné       | 25               | 13               | 1                | 0                | 4              | 5              | 0              | 0              | 29       | 18     | 1           | 0          |
| N. Lusuena    | 23               | 0                | 11               | 0                | 5              | 0              | 2              | 0              | 28       | 0      | 13          | 0          |
| B. Malula     | 17               | 3                | 7                | 0                | 2              | 0              | 0              | 1              | 19       | 3      | 7           | 1          |
| M. Markovic   | 1                | 0                | 0                | 0                | 0              | 0              | 0              | 0              | 1        | 0      | 0           | 0          |
| K. Martin     | 18               | 0                | 2                | 0                | 2              | 0              | 0              | 0              | 20       | 0      | 2           | 0          |
| R. Mobulu     | 15               | 1                | 1                | 0                | 2              | 1              | 0              | 0              | 17       | 2      | 1           | 0          |
| M. Ninte      | 19               | 0                | 3                | 0                | 4              | 2              | 1              | 0              | 23       | 2      | 4           | 0          |
| L. Ombala     | 2                | 0                | 0                | 0                | 0              | 0              | 0              | 0              | 2        | 0      | 0           | 0          |
| N. Peyretti   | 2                | 0                | 0                | 0                | 0              | 0              | 0              | 0              | 2        | 0      | 0           | 0          |
| W. Pogam      | 25               | 1                | 4                | 0                | 3              | 0              | 0              | 0              | 28       | 1      | 4           | 0          |
| M. Rodrigues  | 23               | 0                | 2                | 1                | 3              | 0              | 0              | 0              | 26       | 0      | 2           | 1          |
| M. Salvi      | 19               | 0                | 3                | 1                | 3              | 0              | 0              | 0              | 22       | 0      | 3           | 1          |
| A. Sauthier   | 15               | 0                | 4                | 1                | 2              | 0              | 1              | 0              | 17       | 0      | 5           | 1          |
| S. Silva      | 29               | 0                | 7                | 0                | 4              | 0              | 2              | 0              | 33       | 0      | 9           | 0          |
| S. Vladi      | 18               | 2                | 1                | 0                | 3              | 1              | 0              | 0              | 21       | 3      | 1           | 0          |
| C. Zock       | 21               | 0                | 8                | 1                | 4              | 0              | 0              | 0              | 25       | 0      | 8           | 1          |